# دهستان تالوگ
دهستان تالوگ (به لاتین: Talog Gewog) یک دهستان در کشور بوتان است که در ناحیهٔ پوناخا واقع شده‌است.